# Richard Podolor
Richard Podolor (1936 – 9. března 2022) byl americký hudební producent. Byl také první producent, jehož album dosáhlo na platinovou desku. Začínal v padesátých letech jako studiový hudebník (kytarista) pod jménem Richie Allen. Jako producent spolupracoval například se zpěvákem Alicem Cooperem a skupinami Three Dog Night a Iron Butterfly.

## Produkovaná alba

### Three Dog Night
- Three Dog Night Captured Live at the Forum (1969) (ABC-Dunhill/MCA Records)
- It Ain't Easy (1970) (ABC-Dunhill/MCA Records)
- Naturally (1970) (ABC-Dunhill/MCA Records)
- Golden Bisquits (1971) (ABC-Dunhill/MCA Records) – spolu s Gabrielem Meklerem
- Harmony (1971) (ABC-Dunhill/MCA Records)
- Seven Separate Fools (1972) (ABC-Dunhill/MCA Records)
- Cyan (1973) (ABC-Dunhill/MCA Records)
- Around the World With Three Dog Night (1973) (ABC-Dunhill/MCA Records)
- Joy to the World: Their Greatest Hits (1974) (ABC-Dunhill/MCA Records)
- The Best of 3 Dog Night (1982) (MCA Records)
- It's a Jungle (1983) (Passport Records)

### Iron Butterfly
- Live (1970) (Atco Records)
- Metamorphosis (1970) (Atco Records)

### Blues Image
- Ride Captain Ride (1970)

### Jellyroll
- Jellyroll (1971) (MCA Records)

### Phil Seymour
- Phil Seymour (1981)
- Phil Seymour 2 (1982)

### Dwight Twilley
- The Luck (nahráno 1994, vydáno 2001)

### 20/20
- Look Out! (1981)

### Alice Cooper
- Special Forces (1981)

### Steppenwolf
- Steppenwolf (1968)
- The Second (1968)
- At Your Birthday Party (1969)
- Monster (1969)
- Live
- 7 (1970)
- Gold "Greatest Hits" (1970)
- For Ladies Only (1971)
- 16 greatest Hits (1973)